# Оконный интерфейс

Оконный интерфейс

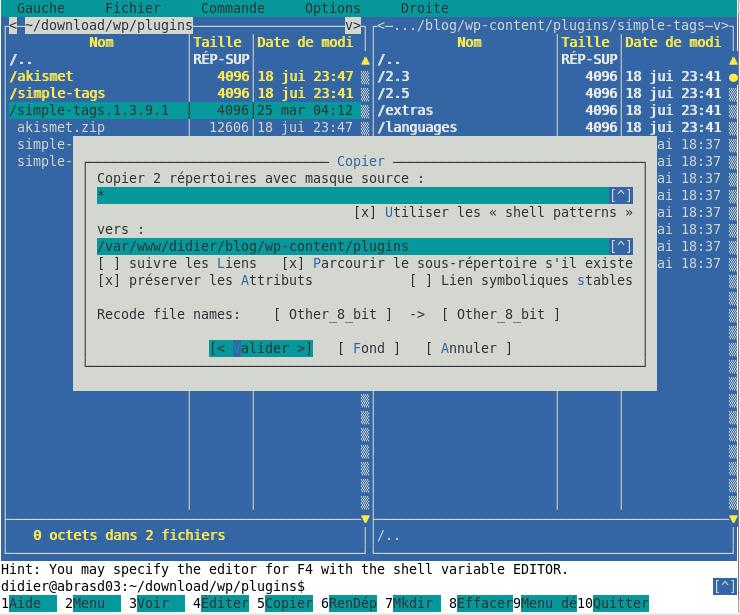
Пример оконного интерфейса в текстовом режиме (файловый менеджер Midnight Commander) — несколько окон (две файловых панели и диалоговое окно поверх них) «над» экраном командной строки, расположенных друг поверх друга

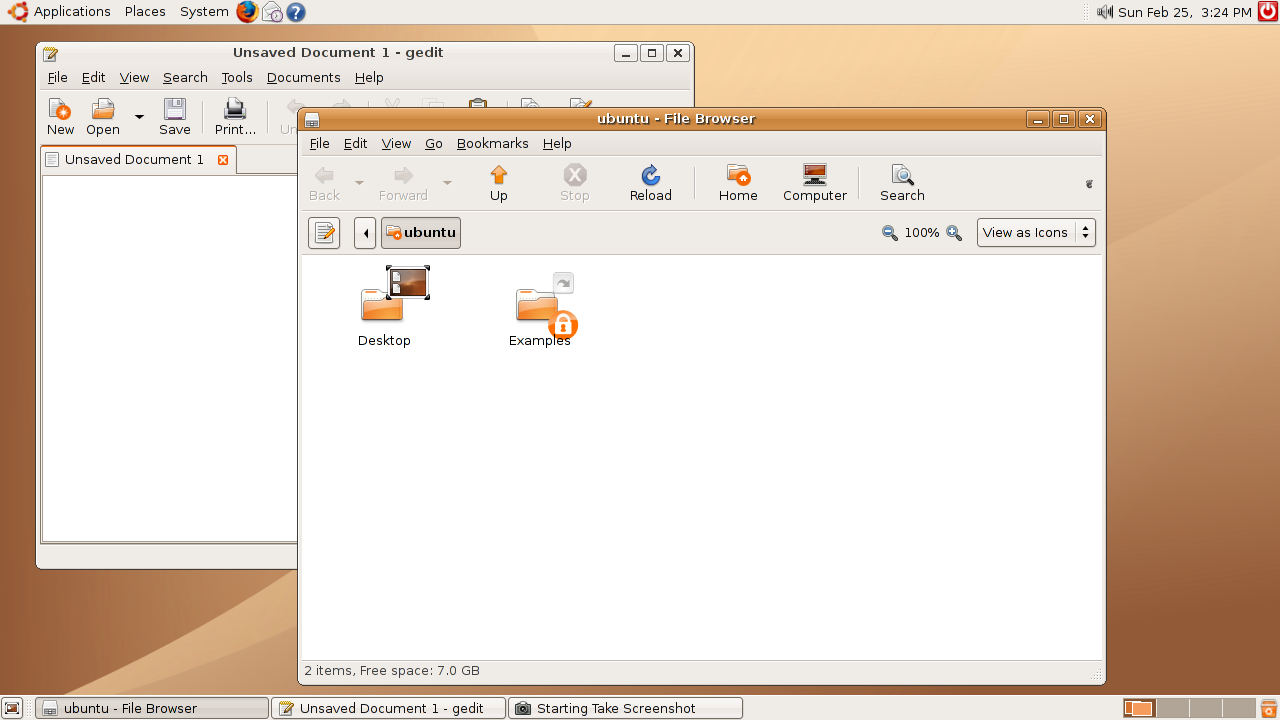
Пример оконного интерфейса в графическом режиме. Среда рабочего стола GNOME

Око́нный интерфе́йс — способ организации полноэкранного интерфейса программы (разновидность графического интерфейса), в котором каждая интегральная часть располагается в графическом окне — собственном субэкранном пространстве, находящемся в произвольном месте «над» основным экраном. Несколько окон, одновременно располагающихся на экране, могут перекрываться, виртуально находясь «выше» или «ниже» друг относительно друга.
Оконный интерфейс реализуется как в графическом, так и в текстовом режиме (наиболее известной (неполной) реализацией оконного интерфейса в текстовом режиме является программа-оболочка Питера Нортона «Norton Commander» и её многочисленные модификации).
Однако наибольшую популярность он завоевал благодаря операционным системам с графическими оконными оболочками (ОС Mac, ОС Windows) и в настоящее время является самым популярным видом пользовательского интерфейса.

## Свойства
Окно обычно имеет прямоугольную форму, обычно с обрамлением рамкой и/или цветом фона, отличным от цвета основного экрана. При необходимости окно имеет заголовок (с пояснением функции) и органы управления. Иногда используются различные эффекты для придания ощущения объемности интерфейса, в том числе:
- «тени» — затемнение под окном со сдвигом (как правило, вправо-вниз, предполагая наличие света слева-сверху). В графическом режиме тени также могут отбрасывать другие элементы интерфейса, например курсор мыши;
- создание иллюзии выпуклых и вдавленных структур — линий, надписей, пониженных или повышенных областей (например, кнопок), рамок и т. п., линиями повышенной и пониженной яркости и полутоновыми переходами (для имитации криволинейных поверхностей);
- полная или частичная (полу-)прозрачность окна — просвечивание сквозь «подложки» или других окон (возможно только в графическом режиме).

Оконный интерфейс имеют оболочки большинства операционных систем, и, в этом случае, окно может представлять собой отдельную запущенную программу (задачу).
Процедуры поддержки оконного интерфейса призваны отрисовывать экран с располагающимися «поверх него» окнами и распределять ввод пользователя между ними (при существовании нескольких равноправных окон ввод пользователя осуществляется в то, которое в данный момент является активным).

## Разновидности
Программы с классической (полноэкранной) организацией экрана могут использовать элементы оконного интерфейса (субокна) для: организации меню, окон сообщений и диалогов.
Программы с полной реализацией оконного интерфейса раздельно работают с отдельными подзадачами в разных окнах. Такая программа может одновременно открывать/работать с несколькими документами, помещая их в отдельные субокна (например, многооконный редактор с документом в каждом окне). Организацию этих субокон в подобных программах реализуют несколькими способами:
- однооконный режим (SDI)
- многооконный режим (MDI, TDI)
- псевдомногооконный режим (PMDI)

(некоторые программы поддерживают несколько таких режимов, с возможностью переключения между ними, напр. Kate, gedit, AkelPad).
Также однооконный режим может поддерживать систему фреймов, при которой общее окно разбито на несколько функционально независимых областей, фреймов (форточек).
При полной реализации основной экран «под окнами» разгружается и может быть использован для каких-нибудь глобальных (фоновых) задач.
Полная реализация, как правило, предполагает наличие мыши, для простого переключения между окнами и управления ими (перемещение, изменения размеров, скрытие, закрытие и тому подобное).
Также существует разновидность окон (называемых модальными), которые «монополизируют» фокус пользовательского внимания, и продолжить работу с программой можно лишь после закрытия (выполнения запроса) такого «модального» окна.

## Программы и среды с оконным интерфейсом
Большинство современных операционных систем имеют неотъемлемый или опциональный оконный графический пользовательский интерфейс, реализующий окно в качестве основы взаимодействия с пользователем.
Оконная операционная система позволяет пользователю одновременно работать с различными программами. Каждая программа работает в отдельном окне, занимающем отдельное пространство на экране, обычно в форме прямоугольника. Большинство операционных систем предоставляют пользователю основные функции работы с окнами: перенос, изменение размера окна, фокуса окна и так далее.
Некоторые оконные системы, например X Window System, обладают также сетевой структурой, позволяющей пользователю работать с графическими программами на удалённых узлах-клиентах.

### Примеры ОС с оконным интерфейсом
- 8½ и rio для Plan 9
- GEM
- Fresco/Berlin
- NEXTSTEP
- AmigaOS#Workbench в AmigaOS
- Quartz для Mac OS X
- X Window System для Unix-подобных ОС
- Y Window System
- Microsoft Windows
- Mac OS
- Palm OS
- Chrome OS